# Indy Racing League v roce 1999
Indy Racing League v roce 1999 byla čtvrtá sezóna americké Indy Racing League a 78. sezóna šampionátu nejvyšší kategorie amerických závodních jednosedadlových formulových vozů. Série začala na Floridě v Orlandu 24. ledna 1999 a skončila 17. října 1999 ve Fort Worth v Texasu.
Celkovým vítězem se stal Greg Ray z USA, který získal 293 bodů.

## Velké ceny
| Datum        | Závod                               | Vítěz          | Vůz     | Výsledky |
| ------------ | ----------------------------------- | -------------- | ------- | -------- |
| 24. leden    | IRL TransWorld Diversified Indy 200 | Eddie Cheever  | Dallara | Výsledky |
| 28. březen   | IRL MCI WolrdCom 200                | Scott Goodyear | G Force | Výsledky |
| 30. květen   | 500 mil Indianapolis                | Kenny Bräck    | Dallara | Výsledky |
| 12. červen   | IRL Longhorn 500                    | Scott Goodyear | G Force | Výsledky |
| 27. červen   | IRL Radisson 200                    | Greg Ray       | Dallara | Výsledky |
| 17. červenec | IRL Kobalt Mechanics Tools 500      | Scott Sharp    | Dallara | Výsledky |
| 1. srpen     | IRL MBNA Mid-Atlantic 200           | Greg Ray       | Dallara | Výsledky |
| 29. srpen    | IRL Colorado Indy 200               | Greg Ray       | Dallara | Výsledky |
| 26. září     | IRL Vegas.com 500                   | Sam Schmidt    | G-Force | Výsledky |
| 17. říjen    | IRL Mall.com 500                    | Mark Dismore   | Dallara | Výsledky |

## Konečné hodnocení Světové série
1. Greg Ray – 293
2. Kenny Bräck – 256
3. Mark Dismore – 240
4. Davey Hamilton – 237
5. Sam Schmidt – 233
6. Buddy Lazier – 224
7. Eddie Cheever – 222
8. Scott Sharp – 220
9. Scott Goodyear – 217
10. Robby Unser – 209
11. Jeff Ward
12. Billy Boat
13. Buzz Calkins
14. Scott Harrington
15. Stephan Gregoire
16. Robby McGehee
17. John Hollansworth, Jr.
18. Jaques Lazier
19. Tyce Carlson
20. Eliseo Salazar
21. Donnie Beechler
22. Robbie Buhl
23. Raul Boesel
24. Jimmy Kite
25. Steve Knapp
26. Ronnie Johncox
27. Johnny Unser
28. John Paul, Jr.
29. Roberto Moreno
30. Roberto Guerrero
31. Robby Gordon
32. Andy Michner
33. Tony Stewart
34. Hideshi Matsuda
35. Stan Wattles
36. Marco Greco
37. Brian Tyler
38. Jeret Schroeder
39. Jack Miller
40. Bobby Regester
41. Arie Luyendyk
42. Doug Didero
43. Niclas Jönsson
44. Wim Eyckmans
45. Gualter Salles
46. Sarah Fisher
47. Willy T. Ribbs
48. Jason Leffler